# Max Rafferty
Max Rafferty (Bridgnorth, Shropshire, 1984) é um baixista inglês, ex-membro da banda britânica de indie rock The Kooks.
Ele estudou na Bridgnorth Endowed School. Atualmente ele toca baixo para a banda de funk Booyaka. Ele também mora em Milton Keynes e estuda na Kingsbrook School.
Max saiu oficialmente da banda em 30 de Janeiro de 2008 depois de vários rumores sobre sua ausência na banda, devido à seus problemas com drogas. Dan Logan, baixista de Cat the Dog, o substituiu na banda The Kooks.